# Radoliub Radenković
Radoliub Radenković est né le 22 juillet 1949 à Zagreb. Il joue pendant sa carrière à l'Étoile rouge de Belgrade, au Partizan de Belgrade et au CSP Limoges. Il évoluait au poste d'ailier et intérieur et mesure 1,98 m. Il est la première grande star du patronage limougeaud.

## Carrière en Yougoslavie (avant 1973)
Le natif de Zagreb apprend très jeune, les fondamentaux du basket-ball grâce à la rigueur de l'école yougoslave. Il est très vite repéré par des recruteurs. Il passe notamment par les clubs de l'Étoile rouge et du Partizan Belgrade. De plus, il est sélectionné en équipe de Yougoslavie et aussi dans la sélection junior du pays. Il évolue avec l'équipe de Yougoslavie a 25 reprises. Il remporte avec la Yougoslavie le championnat du monde junior à Ljubljana, en 1971.

## Cercle Saint-Pierre (1973-1975)
Le Cercle Saint-Pierre qui évolue en Nationale IV a dès le début de saison fait appel à l'international sénégalais Souleymane Fall. Les résultats étant excellents, le « patro » limogeaud décide de réaliser un nouvel effort. Voyant leur équipe occuper la deuxième place au terme des matchs aller, les dirigeants voient la montée possible et décident d'étoffer leur effectif. Par l'intermédiaire de Slobodan Stojović, un footballeur du Limoges FC, ils rentrent en contact avec Radenković. Les dirigeants du Cercle sont surpris et font le nécessaire pour remplir les formalités pour obtenir un visa de la Fédération yougoslave, plutôt réticente. À la mi-décembre, Rocky Radenković arrive à Limoges. Ainsi deux joueurs étrangers, Souleymane Fall (Sénégalais) et Radoliub Rockic Radenkovic (Yougoslave), avaient rejoints le CSP. Pour son premier match face à Montmidi Poitiers dans la salle municipale de la salle des Sœurs Rivières, Radenković inscrit 69 points sur les 135 points de son équipe (135-48). Il devient ainsi la vedette du Cercle Saint-Pierre. Il constitue l'un des éléments majeurs de la montée en Nationale III. La saison suivante, Rockic (son surnom en croate) réédite une grande saison au côté du nouvel américain, premier américain du CSP Limoges James Collins et propulse le Limoges CSP en Nationale II mais il ne participe pas au quart de finale face au Basket Club Montbrison. Radenković quitte son équipe car il refuse la proposition des dirigeants Cercliste, d'être naturalisé Français pour laisser la place à un nouvel Américain vu que la règle en Nationale II stipule que chaque équipe ne peut compter qu'un seul étranger.

## Carrière de joueur
- 1972 - 1973 :  Partizan de Belgrade
- 1973 - 1974 :  CSP Limoges (Nationale 4 (basket-ball))
- 1974 - 1975 :  CSP Limoges (Nationale 3 (basket-ball))

## Palmarès
- 1971: Champion du monde junior avec la Yougoslavie